# Hình ý quyền (võ Thiếu Lâm)

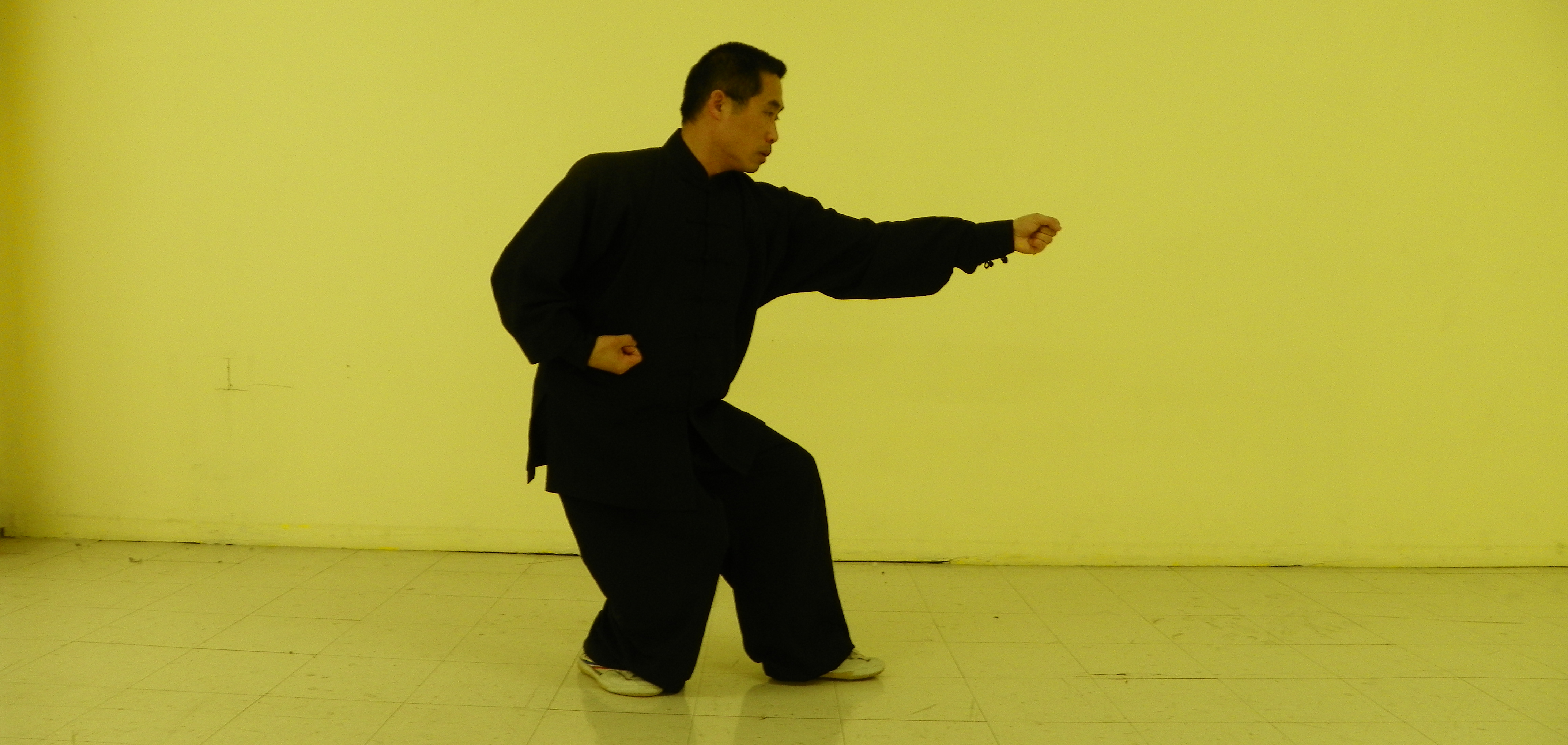
Yang Hai trình diễn Xing Yi Beng Quan, tháng 8 năm 2013

Xem các nghĩa khác của "Hình ý quyền" tại Hình ý quyền (định hướng)
Hình ý quyền (tiếng Anh phiên âm từ tiếng Hoa là Xing Yi Quan., còn có tên khác là Lục hợp quyền, xuất xứ từ Thiếu Lâm Tung Sơn Hà Nam, có đặc điểm là thế quyền nhanh gọn, gấp gáp, nghiêm ngặt, mạnh bạo so với các môn quyền của trường phái Đạo gia chủ ôn nhu trầm ổn, dìu dặt và khoan thai.
Bài viết này không đề cập đến bài Hình ý quyền (Võ Đang) mà là bài Hình ý quyền còn gọi là Tâm Ý Lục hợp quyền và đôi khi lầm lẫn với tên bài Tâm ý bả cũng của Thiếu Lâm Tung Sơn Hà Nam.